# 安南屬明時期
安南屬明時期（1407年－1427年），又稱為第四次北屬時期（越南语：／?）、明屬時期（越南语：／?），是越南（安南）被明朝永樂、洪熙、宣德三代皇帝統治的歷史時期，共20年，是越南北屬時期的一部分。在此一期間，明朝消滅越南胡朝，改稱越南為「交址」（又作「交阯」及「交趾」，當時國境相當於現今的中部及北部），掃平意圖恢復陳朝統治的後陳朝勢力，建立起府、州、縣的中央直轄方式，採取移風易俗及推行儒學教化的政策。但明朝的統治激起越南人民反感及叛變，尤以藍山豪族黎利最具影響力，並於抗明十年戰爭後結束屬明時期。後世歷史學家，如中國的郭振鐸、張笑梅，指出明朝佔領越南之舉實屬「非正義」，不過該時期裡，中越兩國的文化、經濟、科技等方面的交流，对越南社会发展起到了一定作用。

## 名称
安南屬明時期亦称为「第四次北屬時期」，因为在汉朝和隋唐时期有过越南第一次北屬時期（前111年－39年）、越南第二次北屬時期（43年－544年）和越南第三次北屬時期（602年－905年）。

## 歷史

### 背景

明成祖

安南從秦漢至隋唐是中國版圖一部份，但五代十國時安南人吳權叛亂，據安南稱王，脫離南漢自立。宋元兩代，安南皆為宋元的藩屬國。明朝初年，明太祖朱元璋為與鄰近政權保持長久的和睦關係，便在其所主編的《皇明祖訓》中開列十五個「不征諸夷國名」，以警戒後世子孫切勿「倚中國富強，貪一時戰功，無故興兵，致傷人命」，越南（安南國）便是其中之一。其後，明朝之所以攻打安南，與越南內部鬥爭有著密切關係。建文二年（1400年） ，越南陳朝被權臣胡季犛（本名黎季犛）奪位，建立胡朝，改國號為「大虞」。不久黎季犛自稱太上皇，由兒子胡漢蒼（即胡𡗨）即王位。由於前朝陳氏原是向明朝稱臣，世世受明冊封，憑著篡奪得國的胡氏為免惹起明朝猜疑，便於永樂元年四月丁未（1403年4月21日）遣使赴明，向剛起兵奪位的明成祖聲稱陳氏「宗嗣繼絕，支庶淪滅，無可紹承。臣，陳氏之甥，為眾所推」，欲藉此聲稱自己具有統治資格，要求明朝冊封。明成祖派楊渤到越南觀察後，當地陪臣耆老跟隨他向成祖上奏稱「眾人誠心推𡗨權理國事」，明廷一時再沒有懷疑的理由，便封胡漢蒼為「安南國王」。
永樂二年八月乙亥（1404年9月10日），陳朝遺臣裴伯耆到明廷，控訴胡季犛父子「弒主篡位，屠害忠臣」，要求明朝出兵「擒滅此賊，蕩除奸凶，復立陳氏子孫」。八月丁酉日（西曆10月2日），有一位自稱陳氏子孫，名叫陳天平的人（越南史籍寫作「陳添平」，《大越史記全書》稱他的身份本是「陳元輝家奴阮康」），從老撾入明，亦向明帝訴說胡氏篡位的經過，要求恢復陳氏統治。其後，明成祖當著胡朝的來使面前，安排陳天平與他們會見，使一眾來使都錯愕下拜，甚至涕泣，適值裴伯耆在場，向來使責以大義，場面緊張。明廷於是對越南政局多所干涉，派員查核實情，胡朝明白勢不得已，唯有承認責任，要求「迎歸天平」。
另外，明越兩國又因領土問題出現外交風波。永樂三年 (1405年)，廣西省思明土官及雲南省寧遠州土官向明廷控訴，轄境猛慢、祿州等地被越南所佔。為此，明廷於該年農曆二月，遣使責難胡朝，要求取得祿州，胡朝便被迫將古樓等五十九村交給明朝政府。
胡朝雖然願意息事寧人，但兩國關係仍然緊張。其後，胡朝所派到明廷的使節，都遭扣留，不許回國。明廷又派員入越，查探山川道路險要之地，以為日後南征的準備。另外，胡朝的南鄰占城，曾於1404年遣使入明，聲稱遭到胡氏「攻擾地方，殺掠人畜」，並進一步「請吏治之」，這亦引起了明廷的注意。
不過，明成祖仍未敢輕言出兵。永樂三年（1405年）年底，雲南將領沐晟建議出兵，卻遭明成祖反駁說：「爾又言欲發兵向安南。朕方以布恩信，懷遠人為務。胡𡗨雖擾我邊境，令已遣人詰問，若能攄誠順命，則亦當弘包荒之量。」 至於陳天平的處置，明廷則決定送歸越南，並要求越人「以君事之」，奉為國主。 越南方面，胡朝有感於對明關係緊張，亦積極防備，重編軍制，在多邦城（陳仲金說位於山西省先豐縣古法社）加強防守，於各個河海要處裝插木樁陷阱，整頓軍庫，招募人民有巧藝者入伍。但胡朝君臣對明主戰或主和，意見分歧甚大，有官員認為只好「從他（明朝）所好，以緩師可也」，左相國胡元澄則認為只決定於「民心之從違耳」，對明作戰並無十足把握。

### 明軍南下
永樂四年 (1406年)，明朝派鎮守廣西都督僉事黃中領五千士兵（《大越史記全書》稱領兵十萬），護送陳朝「前國王孫」陳天平（陳添平）回越南（《明實錄》把事件列在該年農曆三月丙午，即西曆4月4日；《大越史記全書》則列入農曆四月八日，即西曆4月26日）。當進入越南境內的支棱隘時，遇上胡軍截擊，明軍不敵，陳天平及部份士兵被俘。陳天平經胡朝審訊後，被處「陵遲罪」。明成祖得悉後大怒，便「決意興師」。
同年年中，明成祖派總兵官朱能，（並由他佩「征夷將軍」印。後來在行軍時病卒，由副將張輔代替）、左副將軍沐晟、右副將軍張輔、左參將李彬、右參將陳旭等領兵（《大越史記全書》稱共有八十萬人，中國學者郭振鐸、張笑梅認為可能有誇大），分兵兩路，開進越南的白鶴江會師，一邊向越南腹地步步推進，一邊發出檄文向越人呼籲胡季犛父子的行為是「肆逞凶暴，虐于一國」，並列出胡氏「兩弒前安南國王以據其國」、「賊殺陳氏子孫宗族殆盡」、「淫刑峻法，暴殺無辜，重斂煩徵，剝削不已」等二十大罪，又稱明軍的到來是「吊爾民之困苦，復陳氏之宗祀」，以使民心動搖。果然，不少越人「厭胡氏苛政，罔有戰心」，有助明軍前進更為順利。農曆十二月丙申十一日（西曆1407年1月19日），胡軍的主力退守多邦城，明軍亦看準該城位於河邊，有較大面積的沙灘可供搶灘，於是分兵進攻，成功以火銃擊退胡軍象兵。其後，明軍攻入越南的重要城市東都昇龍，並大肆掠奪，「擄掠女子玉帛，會計粮儲，分官辦事，招集流民。為久居計，多閹割童男，及收各處銅錢，驛送金陵」。

### 收复安南

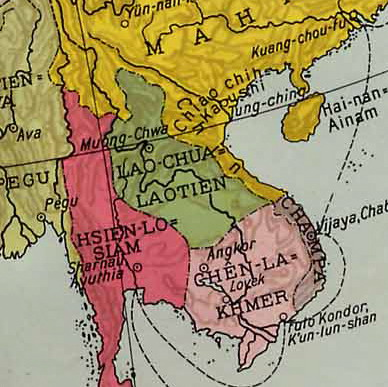
明佔越南形勢圖

永樂五年 (1407年) 年初，明軍攻破昇龍後，向胡朝首都清化繼續前進，胡氏皇子胡元澄領軍退守黃江（在今越南河南省的一段紅河），與胡季犛、胡漢蒼會合。明將沐晟則進駐木凡江（在今越南河內市，與黃江相接）預備出擊。農曆二月，沐晟沿江兩岸擊敗胡元澄軍，追擊至悶海口（在今越南南定省），因軍中爆發疾疫，明軍移師到鹹子關立塞備戰。農曆三月，胡軍集合水步大軍七萬，號稱二十一萬，與明軍爆發鹹子關之戰。結果胡軍潰敗，大批兵士溺斃於該處河流，無數船隻及軍糧沉沒，胡氏父子敗逃，最終在農曆五月十一日（西曆6月16日）在奇羅海口（在今越南河靜省奇英縣）被明軍俘獲，胡朝滅亡，領土被明朝佔領。據當時的統計，越南土地人口物產資料為：府州四十八、縣一百六十八、戶三百一十二萬九千五百、象一百一十二、馬四百二十、牛三萬五千七百五十、船八千八百六十五。（※此統計數字，按《明實錄》記載的1408年農曆六月的計算，則是「安撫人民三百一十二萬有奇；獲蠻人二百八萬七千五百有奇，糧儲一千三百六十萬石，象、馬、牛共二十三萬五千九百餘隻，船八千六百七十七艘，軍器二百五十三萬九千八百五十二件。」）
在明軍出征胡朝期間，占城國亦乘越人不遐南顧，由王子鄂克（Ṅauk Glauṅ Vijaya／Ngauk Glaun Vijaya）領兵，以收復以往被越人所奪之地。胡朝思義州等地的守將制麻奴㐌難（前占城國王制蓬峩之子）力抗占軍，不敵而死。該地遂為占城所據。
胡朝亡後，明成祖在農曆六月癸未朔（西曆7月5日）下詔，聲稱這次軍事行動是為了越南原本的陳氏王室著想，「期伐罪（指胡朝）以吊民，將興滅而繼絕」，並打算對「久染夷俗」的越人「設官兼治，教以中國禮法」，以達致廣施一視之仁，永樂太平之治。明廷又以陳朝子孫被胡氏殺戮殆盡，無可繼承，於是在越南設置「交址都指揮使司」、「交址等處承宣布政使司」、「交址等處提刑按察使司」等都布按三司，將之直接管轄，越南於焉收復。

## 政治與經濟

### 地理建置
永樂五年 (1407年) 農曆六月，明朝消滅越南胡朝後，聲稱為了回應當地官吏耆老「原復古郡縣」的請求，便將之改名「交址」（又寫成「交阯」及「交趾」），依照明朝內地的行政區劃模式，設置都指揮使司、承宣布政使司、提刑按察使司等「三司」。接著，明廷在交址設十五府、三十六州、一百八十多個縣，以及五個直隸布政司的州，分轄二十九縣，在要地則設十一衞、三所，一市舶司。（各府州縣的詳情見此）

### 戶口管理
明朝對交址人口，採取與內地相同的黃冊制度來辦理。官府把交址人丁的姓名、年齡和籍貫，記載到簿冊，並按這些資料，製成證件，由人丁持有，以備官府查核。若發現某人的證件與簿冊所載不符，便須抓去當兵。
明人官府的薄冊，會登記交址境內每一里（在鄉村，則設立里甲制，以一百一十戶為一里，十戶為一甲，里有里長，甲有甲首）、一坊（城市）及一廂（城郊）的所有丁數及田數。孤寡殘疾者則另用稱為「畸零」的簿冊來登記。這些簿冊又會在卷首繪畫地圖。簿冊編製完畢後，即抄成一式四份，一份黃色封面的交到中央戶部，其餘三份封面為青色，交給交址承宣布政使司及各府、縣保存。每十年更新田丁的數目。

### 經濟賦役
明朝對交址採行多項稅務及賦役制度。負責徵收的官員，在府州縣有稅課司、河泊所副使等，另外有本場局使副等名目。1414年，明廷規定交址每畝田徵粟五升，植桑沙每畝徵絲一兩，每一斤絲徵絹一匹。明政府又設鹽稅，交址人民每月煮鹽若干，送交提舉司收藏，待承宣布政使司檢驗後，才可發賣。若私煮或私賣，則會被判罪。
明朝又加緊開取交址資源，運回中國。凡是金銀礦產，都設官督民開採。在山林地區，令人民尋找象牙、犀角。在海濱地區，令人民到下海採集珍珠。另外，土產如胡椒、香料，以及珍禽異獸如鹿、象、龜、雀、猿、蛇等，都大肆搜刮，以帶回中國，以致民不聊生。

### 貨幣制度

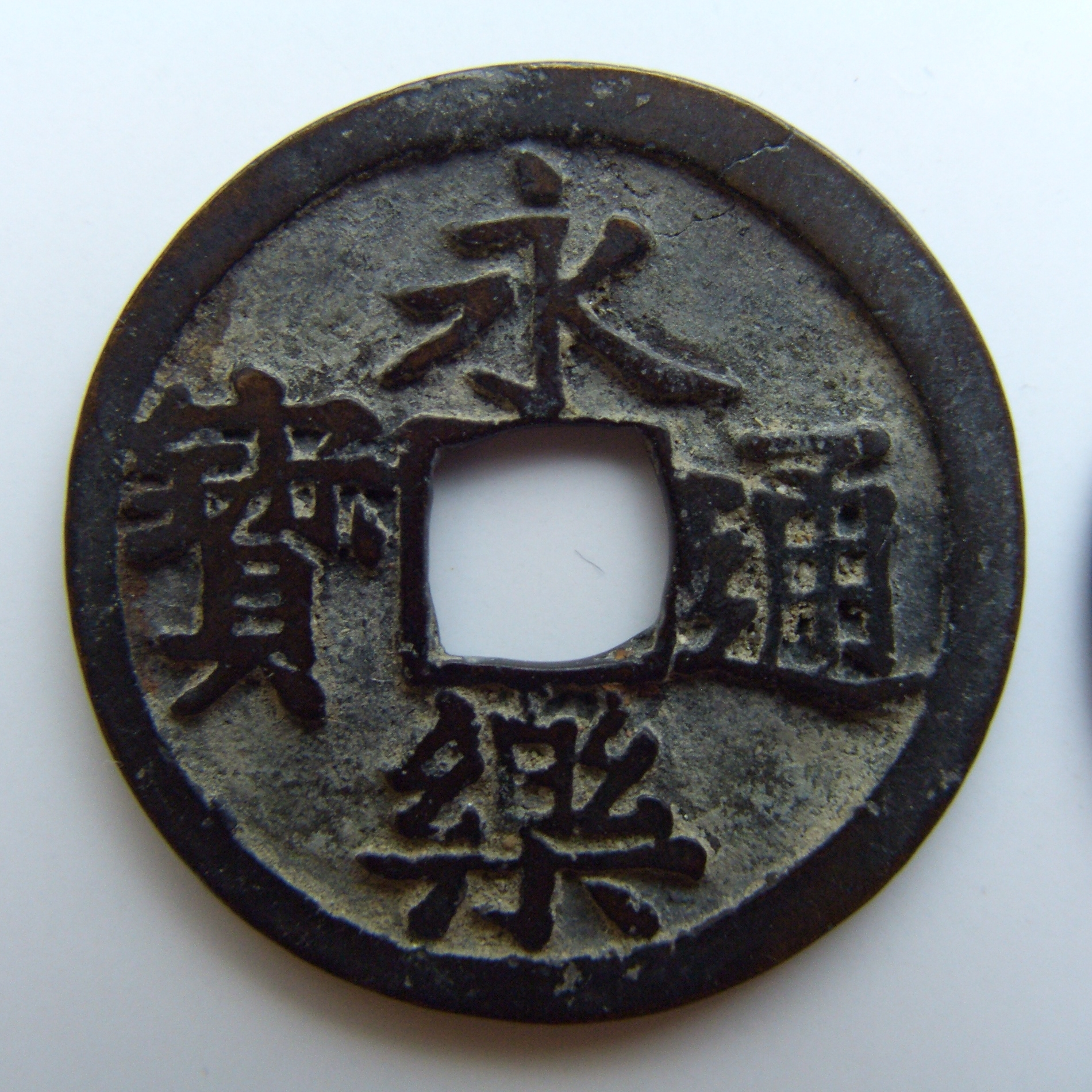
曾由明人引入越南地區的永樂通寶

越南自陳朝晚期起，由於主政者胡季犛廢除銅錢，遂使貨幣流通出現混亂，未能滿足實際需求。明朝佔領越南後，就須要處理此一問題，明人便將中國鑄造的永樂通寶引入使用，同時又在越地鑄造永樂通寶，但其式樣與中國內地所鑄的不盡相同，越地鑄的是徑小，字樣為真書。現時越南發現甚多數量的永樂通寶，大概是明朝官府在越地大規模鑄錢使然。

### 文教及選拔
明朝政府在交址開設學校，訪求有在儒學、醫術、僧道方面有才能的，都委以官職，並使之教授有關才藝。而在交址人的學習課程方面，明廷把中國儒家典籍中的《四書五經》、《性理大全》等書頒發給各州縣做讀本，並派僧道傳布佛教、道教。
對交址知識份子，明廷在佔領之初便致力招攬。如在1407年農曆六月癸卯（西曆7月25日），明成祖向交址總兵官張輔等下令，將該地「懷才抱德、山林隱逸、明經能文、博學有才、賢良方正、孝弟力田、聰明正直、廉能幹濟、練達吏事、精通書算、明習兵法、武藝智謀、容貌魁偉、語言便利、膂力勇敢、陰陽術數、醫藥方脈之人，悉心訪求，以禮送赴京擢用。」 後來更制定了歲貢生進入國子監的措施：起初規定府學每年兩名入選，州學每兩年三名入選，縣學每年一名入選。後來改為：府學每年一名入選，州學每三年兩名入選，縣學每兩年一名入選。由承宣布政使司、提刑按察使司及府州縣地方官員負責，安排生員在入選後第二年的農曆正月一日進京朝覲。至於入選為歲貢生進入國子監的條件，則是「不拘入學年月淺深，擇有學行者」。

### 習俗風尚及社會民生
明朝統治交趾期間，曾實行與越人習尚及生活有關的措施。越南史家陳仲金认为，明廷是企圖「使安南人同化於中國人」；而中國學者郭振鐸、張笑梅认为，此举是「穩定社會秩序」。具體措施为：
- 祭祀：永樂十二年 (1414年) 農曆九月，下令設立文廟、風雲、山川等神壇壝，依時進行拜祭。[36]
- 衣冠服飾：永樂十二年 (1414年) 農曆九月，男女不許剪髮，婦女必須穿短衣長裙，與中國衣冠制度相同。[37]
- 民眾待遇：在戰事中死亡的將士民眾，均予以妥善安葬；年邁有聲威者，給以禮遇；鰥寡孤獨無依者，設養濟院收容。又對被胡朝迫害慘死的陳朝貴族，給以追贈謚號及修理墳墓。[38]

### 驛站制度
永樂十三年 (1415年) 農曆十月，明廷聽從總兵官張輔的建議，從中國欽州地區至東關城（今越南河內）一帶，建立驛站系統。於是，明政府於東關城至慈山府嘉林縣（今越南北寧省嘉平縣）設置馬驛；另外，明政府又在至靈縣（在越南清化省）、東潮縣（在越南海陽省）而到與中國欽州接壤的萬寧府，設置水驛，以便公文傳遞。

### 兵制
永樂十四年 (1416年) ，明總兵官張輔在交址抽調人民當兵，方法是：在設有衞所的地方，每戶抽三丁當兵，而清化以南，因人口較少，每戶只抽二當為兵。在沒有設立衞所的地區，則在險要處設立堡柵，由民兵負責把守。

### 交址歷任三司、征夷將軍及總兵官表
承宣布政使司：
| 在任者 | 在任時間                                                                            | 任內情況 |
| 黃福   | 永樂五年農曆六月癸未朔至永樂二十二年農曆九月丙子（1407年西曆7月5日至1424年9月26日） | 黃福為首任交址承宣布政使司，兼任提刑按察使司。《明史》卷一百五十四《黃福列傳》記載，黃福曾酌定賦稅，設衞所，置驛站，編氓籍，定賦稅，興學校，置官師等等，務求鎮之以靜。明廷群臣藉著細故貶謫越人，黃福多加以拯恤，簡選當中具賢德者來共事。《大越史記全書》亦盛讚他「為人聰慧，善應變，有治民才，人服其能」。 |
| 陳洽   | 永樂二十二年農曆九月丙子至宣德元年（西曆1424年9月26日至1426年）農曆十一月           | 陳洽兼任提刑按察使司。《明史》卷一百五十四《陳洽列傳》記載，在任時已是越人屢起抗明。1426年十一月，陳洽在對黎利作戰的崒洞之役當中戰死（該役越南史籍稱發生於十月）。 |

提刑按察使司：
| 在任者 | 在任時間                                                                            | 任內情況                                                                                         |
| 黃福   | 永樂五年農曆六月癸未朔至永樂二十二年農曆九月丙子（1407年西曆7月5日至1424年9月26日） | 黃福為首任交址提刑按察使司，兼任承宣布政使司，其任內情況請參見上表「承宣布政使司」有關黃福部份。 |
| 陳洽   | 永樂二十二年農曆九月丙子至宣德元年（西曆1424年9月26日至1426年）農曆十一月           | 陳洽兼任承宣布政司使，其任內情況請參見上表「承宣布政使司」有關陳洽部份。                         |

都指揮使司：
| 在任者 | 在任時間                                                                         | 任內情況                                                             |
| 呂毅   | 永樂五年農曆六月癸未朔至永樂六年農曆十二月丁酉（西曆1407年7月5日至1409年1月9日） | 呂毅為首任交址都指揮使司。在任時後陳朝勢力起兵抗明，呂毅征討時戰死。 |

征夷將軍、總兵官：
| 在任者 | 在任時間 | 任內情況 |
| 朱能   | 永樂四年農曆七月辛卯至永樂四年農曆十月戊子（西曆1406年7月18日至1406年11月12日）                                                                                    | 據《明實錄·太宗實錄》，明成祖命朱能為「佩征夷將軍印，充總兵官」（又稱「征討安南總兵官」）出征越南胡朝，途中病死。 |
| 張輔   | 永樂四年農曆十月丁未至永樂十三年農曆二月癸未（西曆1406年12月1日至1415年3月25日）； 永樂十三年農曆四月戊辰至永樂十四年十一月丙午（西曆1415年5月9日至1416年12月7日） | 據《明實錄·太宗實錄》，張輔本是朱能的副官。朱能死後，明成祖命張輔為「佩征夷將軍印，充總兵官」，其後成功征服越南，滅胡朝。永樂十三年農曆二月回明朝京師，同年農曆四月明成祖再命他「佩征夷將軍印，充總兵官鎮交址」。《明史》稱「交人（越人）所畏惟輔」。             |
| 沐晟   | 永樂六年農曆八月乙酉至永樂十三年農曆二月癸未（西曆1408年8月30日至1415年3月25日）                                                                                   | 1408年農曆八月，後陳朝勢力反抗明朝統治，沐晟任「佩征夷將軍印」討之。據《明實錄·太宗實錄》卷86，沐晟又任「交址總兵官」。與後陳簡定帝交戰，敗績，明廷遣張輔「充總兵官」協助沐晟征討。1415年農曆二月，與張輔一起回明朝京師。其後，沐晟還曾與柳升征黎利，但失敗而回。 |
| 李彬   | 永樂十五年二月丁卯至永樂二十年正月壬申（西曆1417年2月26日至1422年2月5日）                                                                                          | 受明成祖任命他「佩征夷將軍印充總兵官往鎮交址」，征討抗明的越人。後來在任內病死。 |
| 王通   | 宣德元年四月乙丑至宣德三年農曆閏四月戊申（西曆1426年5月8日至1428年6月9日）                                                                                         | 受明宣宗任命「佩征夷將軍印，充總兵官」，征討黎利等為主的越人起義，後來被越人所敗。明廷命柳升與王通同為「充總兵官」。到明軍徹底敗於黎利後，宣德三年閏四月，王通返回明朝京師。                                                                                      |
| 柳升   | 宣德元年十二月乙酉至宣德二年農曆九月二十日（西曆1427年1月23日至1427年10月10日）                                                                                    | 因王通向明廷提出越人「叛寇猖獗」，明宣宗命柳升「佩征虜副將軍印，充總兵官」。宣德二年農曆九月二十日在支棱之役中戰死（柳升戰死時間據吳士連等《大越史記全書·本紀實錄·黎紀·太祖高皇帝》，東京大學東洋文化硏究所校合本，542頁。此外，越史籍作「柳昇」）。              |

※以上各項，主要依據《明實錄·太宗實錄》、《明實錄·仁宗實錄》、《明實錄·宣宗實錄》、《明史》卷一百五十四製成。

## 反抗事件

### 越人抗明的原因
明朝攻佔越南不久，越人便奮起抵抗，雖然多次遭明軍平定，但起兵潮流仍此起彼落，持續了二十年，最後更成功驅逐明人。越人之所以要發動抗明，越南近代史家陳仲金簡單歸納為兩點：「陳朝宗室還有人企圖恢復舊業，況且我國尚有許多人不願做中國的奴隸」。 詳細而言，則有如下因素：
- 明朝官府的壓迫：明廷在越南實行的統治措施當中，無可避免地擾亂了越人的生活，加上派往越南的官員，往往以高壓控制，使當地人大感困苦，《明史》記載「交人（越南人）苦中國約束，又數為吏卒侵擾，往往起附賊，乍服乍叛。」[44] 較顯著的例子是侵漁當地百姓的中官馬騏，連交址承宣布政使司也無法禁制，「馬騏貪暴，洽不能制，反者四起」；[45]「中官馬騏以採辦至，大索境內珍寶，人情騷動，桀黠者鼓煽之，大軍甫還，即並起為亂」，但是明政府仍不恤當地民情，刑罰嚴酷，使起事者有增無已。[46] 抗明勢力之一的清化藍山豪族黎利（亦是後來的黎朝建立者），曾憶述他的起兵，本是不得已地被明人迫出來的：「及其（明朝）賊虐愈甚，民命弗堪，凡有智識者，皆被其害。朕雖罄家所有以奉事之，冀其免禍，而彼害朕之心曾不少恕，義兵之舉，朕實出於不得已焉耳。」[47]
- 明朝試圖抺除越南的歷史文化：在借陳天平事件出兵越南後，明成祖以軍中十事告誡朱能，其中一項便有「兵入，除釋道經板經文不毀外，一切書板文字至礼俗童蒙所習，如上大人丘乙己之類，片紙隻字，悉皆毀之。其境凡有古昔中國所立碑刻則存之，但是，安南所立者悉壞之，一字勿存」[48]。同時，明成祖下令搜刮越南的歷代書籍，這堆書本後來皆散佚；他又命令把越南的人才全部送入南京，當時的安南便有「欲活入隐林山，欲死吳朝做官」的諺語[49]，後來黎利的得力大臣阮廌便是因為其父阮飛卿被明軍俘虜而立誓起義抗明。
- 明朝出爾反爾和陳氏遺裔起事：最初，明成祖打著「數胡氏之罪，及揚言尋陳氏，復其王爵」的名義出兵安南，因而很多越南人「謂其必然，且厭胡氏苛政，罔有戰心」[50]，但實際上明成祖早就已經規劃好要郡縣其地，並叮囑朱能要收錄當地户口、田賦、甲兵籍冊、郡邑圖志等、並「沿途設立衛所，築城以鎮守之」[51]。永樂五年 (1407年) 十月，明朝滅胡朝後不久，明成祖便借言當地百姓說「陳氏滅盡，無可継承」，改立為交趾等處承宣布政使司，越南人認為明朝「內圖改取之計，外揚仁義之師，既許立陳氏子孫，又設置郡縣，不惟掠取貨寶，抑且残害生民，真虐賊也」[52]，因而激起民間強烈的反抗。後來便有簡定帝陳頠的起兵，務求「興復陳室」，一呼百應，歷史上稱為後陳朝。[53] 到重光帝陳季擴領導時，更是「豪傑從風響應」，聲勢浩大。[54]
- 民族因素：越共學術機關越南社會科學委員會提出，越人起義抗明與民族氣節有關，「我國（越南）人民仍然保持了象徵著民族的崛起和自豪的英雄氣概。從明軍侵犯我領土、踐踏民族獨立的時候起，我國人民就在全國各地拿起武器跟敵人進行了激烈的鬥爭。」[55] 到後來黎利得勝後發佈的《平吳大誥》，便提出中越本為兩個不同的國家：「惟我大越之國，實為文獻之邦。山川之封域既殊，南北之風俗亦異。自趙、丁、李、陳之肇造我國，與漢、唐、宋、元而各帝一方。」此種概念，成為越人起兵抗明的動力之一。[56]

### 陳氏遺裔起事
永樂五年 (1407年) ，明軍佔據交趾後，訪求陳氏子孫，但近代越南學者陳仲金卻認為這只是故意欺騙，以便殺害，因此無人敢出。到該年的農曆十月初二（西曆11月1日）陳頠（舊號簡定，據越南史載是陳藝宗的次子），在謨渡（在今越南寧平省安謨縣安謨村）與陳肇基起兵，自稱「簡定帝」，建元興慶，是為後陳朝，在乂安、化州一帶活動，曾降明軍的鄧悉改投陳頠，於是軍勢逐漸強大，更於1408年農曆六月的日麗海口之戰擊敗明軍，收復了乂安以南的國土，這令交趾的明人官署感到難以收拾，向明廷上奏「逆賊簡定、鄧悉等聚眾，請益兵剿之。」 到農曆十二月中（約為西曆 1409年1月），陳頠會合順化、乂安、清化等地軍隊，準備進攻東都。明廷派大將沐晟與都指揮使司呂毅所率領的四萬雲南兵討伐，並在逋姑杆（在今越南南定省）與陳軍爆發激戰，結果明軍大敗，呂毅戰死，沐晟退至古弄城（在今越南南定省懿安縣平格村）。陳頠正想乘勝追擊時，被鄧悉勸阻，於是後陳朝發生內鬨，鄧悉被誅，鄧悉之子鄧容到清化，並找到陳藝宗之孫陳季擴，於支羅縣（在今越南河靜省）尊立為帝，年號重光。其後，陳季擴乘著陳頠忙於跟明軍作戰之機，俘擄陳頠，尊為太上皇，以圖一同抗明。
明廷調兵遣將，務求鎮壓交址的動亂。永樂七年 (1409年) 農曆二月，派張輔為總兵，王友為輔，率軍進入交址救援。張輔先追擊陳頠，於美良縣將之擒獲，俘送金陵。陳季擴則逃回乂安。張輔軍所到之處又多行殺戮，《大越史记全书》甚至称“積屍為山、抽腸繫樹、煎肉取膏、炮烙為戲”等等，尚生存的則被掠為奴婢而轉賣。
永樂八年 (1410年) 以後，陳季擴軍與明軍周旋後，始終無力抵禦，向明廷求封請和又不被接納。永樂十一年 (1413年) 農曆四月，張輔軍攻打乂安，陳季擴軍缺乏糧食，殘存者僅十分之三四。最終，張輔攻破化州，陳季擴潛逃不遂就擒，被押解燕京途中投海自盡。後陳朝告終。

### 民變蠭起
除陳氏遺族的反明抗爭外，尚有其他多股起事勢力，情況如下：
| 起事者         | 戰況 |
| 同墨           | 永樂八年 (1410年) ，清化人同墨自稱「擄掠將軍」，曾擊破明軍，俘獲明軍指揮，並獲陳頠授任「清化郡府管」，但最終亦潰散。 |
| 阮銀河         | 勢力較次於同墨，但「亦諸豪之尤者」，最終亦潰散。 |
| 黎蘃           | 清威人黎蘃殺明軍都司盧旺，據慈廉縣，明人愄懼，後來潰散。 |
| 黎康           | 清潭人，擁眾拒敵，最終潰散。 |
| 杜檜           | 長安人，擁眾拒敵，最終潰散。 |
| 阮囂           | 長安人，擁眾拒敵，最終潰散。 |
| 黎蕊           | 自稱龍虎將軍大都督，與範慷等在石室、福安等州縣抗明，一度逼近交址城，並斷銳江浮橋，阻截生厥江，使得交州後衛道路不通，最終被明軍擊敗。 |
| 「紅衣」起義軍 | 起源於太原省的少數民族起義軍，常常身穿紅衣，開始活動於永樂八年 (1410年) 。「紅衣」起義軍後來擴大到越南北部、西北部和清化省及乂安省山區，對明政府所造成的損失甚大。 據《明實錄》所載，到1426年農曆三月，太原、宣化二府仍有一批「紅衣黑胸」，號稱「紅衣賊」的抗明起事部隊（明人稱這與「交址宣化、嘉興等府賊首周莊等糾合雲南寧州紅衣賊」有關而且太原、宣化鄰近雲南的寧遠州），每當明軍征討，便逃入山林，明軍撤去便再出來繼續行動。 |
| 陳月湖         | 在清化磊江糾合「蠻人」起事，自稱月湖王，1415年農曆十月被明軍擊敗俘獲，送到南京處死，餘黨郭元慶相繼被殲滅。 |
| 阮貞           | 阮貞等人在陸那縣地區起事，1417年農曆閏五月被明軍平定，處死。 |
| 黎核、潘強等   | 順州人黎核、潘強、土官同知陳可論、判官阮昭、主簿范馬緩、千戶陳惱、百戶陳吾儕、南靈州判官阮擬、左平縣知縣范伯高、縣丞武萬、百戶陳巴律等起事，參與人數達千餘人，1417年農曆六月被明軍所平。 |
| 楊進江         | 永樂十五年 (1417年) 農曆十月，楊進江在北晝等寨起事，遭明軍平等，楊進江等被處斬，餘眾潰散。 |
| 潘僚           | 永樂十七年 (1419年) 農曆七月，乂安知府潘僚（亦為當地人）因明政府逼取金銀，便起兵包圍乂安。後來被明將李彬擊敗，逃到哀牢。（《明實錄》稱事件發生於農曆八月，又稱潘僚失敗後到玉麻州投靠當地土官，被李彬遣人追捕）其後，潘僚於十一月集合「紅衣賊」千餘人對抗明軍，戰敗，逃入老撾。 |
| 范軟           | 永樂十七年 (1419年) 農曆十月，范軟等在俄樂縣巨勒冊聚眾起義，被明軍擊破，處斬范軟。 |
| 陳直、武貢等   | 永樂十七年 (1419年) 農曆十一月，乂安府偈江縣地區的陳直自稱「金吾將軍」，與「紅衣賊」聯合起兵。另外，該縣的淘金戶武貢、耆老黃汝典，以及丘溫縣人農文歷、武定州人陳大果、快州人阮特、善誓縣人吳巨來均起事反明，不久被明軍剿捕。 |
| 鄭公證、黎行等 | 永樂十七年 (1419年) 農曆十一月，鄭公證、黎行、范善、阮持、阮多構、陳芮等，見東關城（即東都）防守薄弱，一同起兵，但均被明將李彬所敗。 |
| 陶強           | 永樂十七年 (1419年) 農曆十一月，嘉林州善才縣人陶強起事，曾一度打敗明軍，但最後亦被李彬遣將擊破， 最終，陶強被明軍擒殺。 |
| 丁宗老         | 永樂十七年 (1419年) 農曆十二月，建平府大灣縣丁宗老等起兵，不久被明軍所平。 |
| 范玉           | 安老縣（在今越南海防地區）涂山寺僧人范玉聚眾起兵，自稱「羅平王」，建元「永寧」，建置官屬，於東北沿海一帶活動。 永樂十七年 (1419年) 農曆十二月，明軍擊破范玉軍隊，范玉脫走。 |
| 黎餓           | 永樂十八年 (1420年)農曆六月，出身家奴的黎餓，在諒山一帶詐稱陳睿宗玄孫，糾合數萬人起兵，自稱「天上皇帝」，改元「永天」，攻打昌城、平灘柵等地。後來被明將李彬以大軍擊敗，黎餓逃去，不知所終。 |

### 黎利藍山起義與屬明的終結

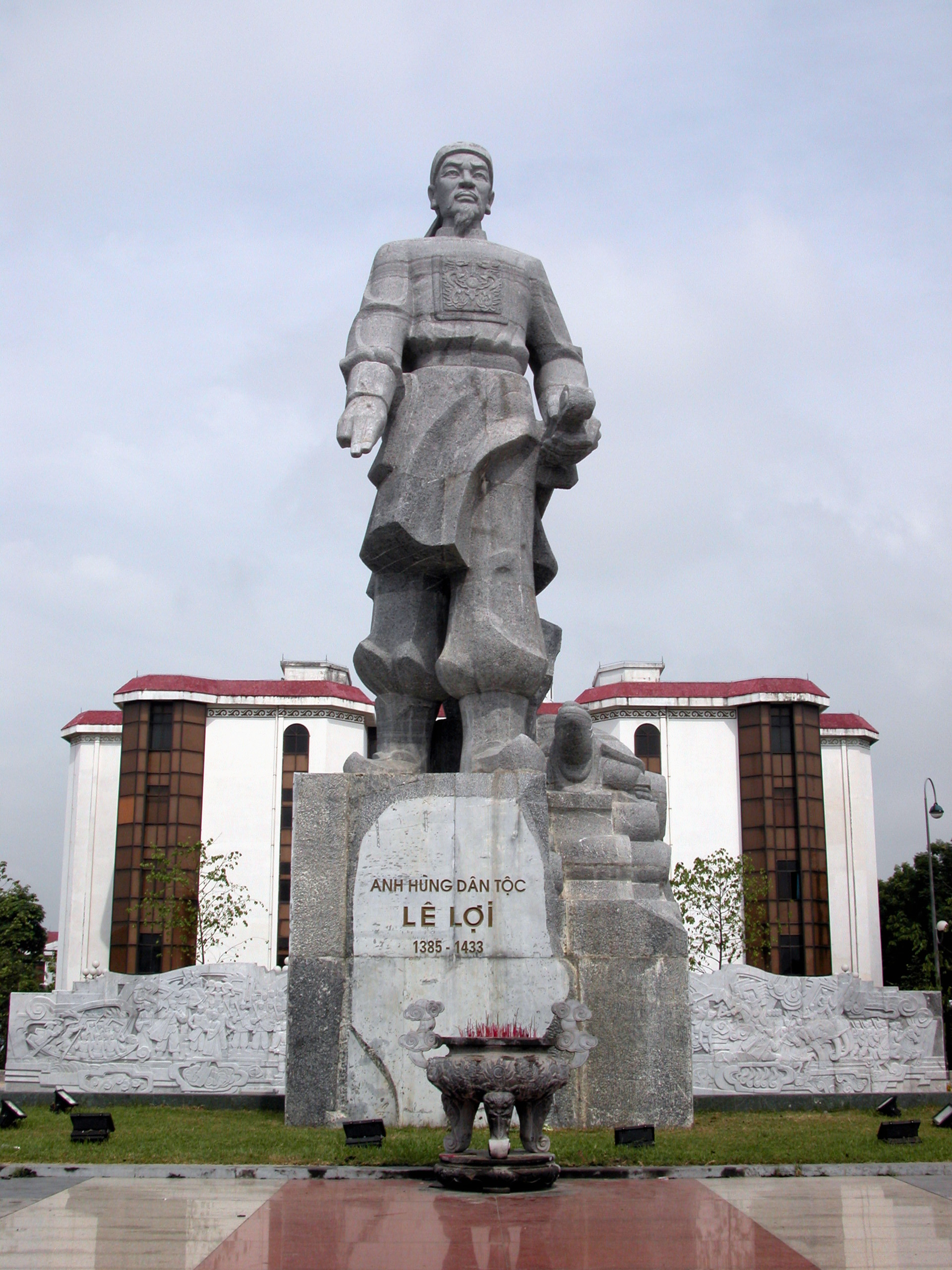
藍山起義的領導人物黎利

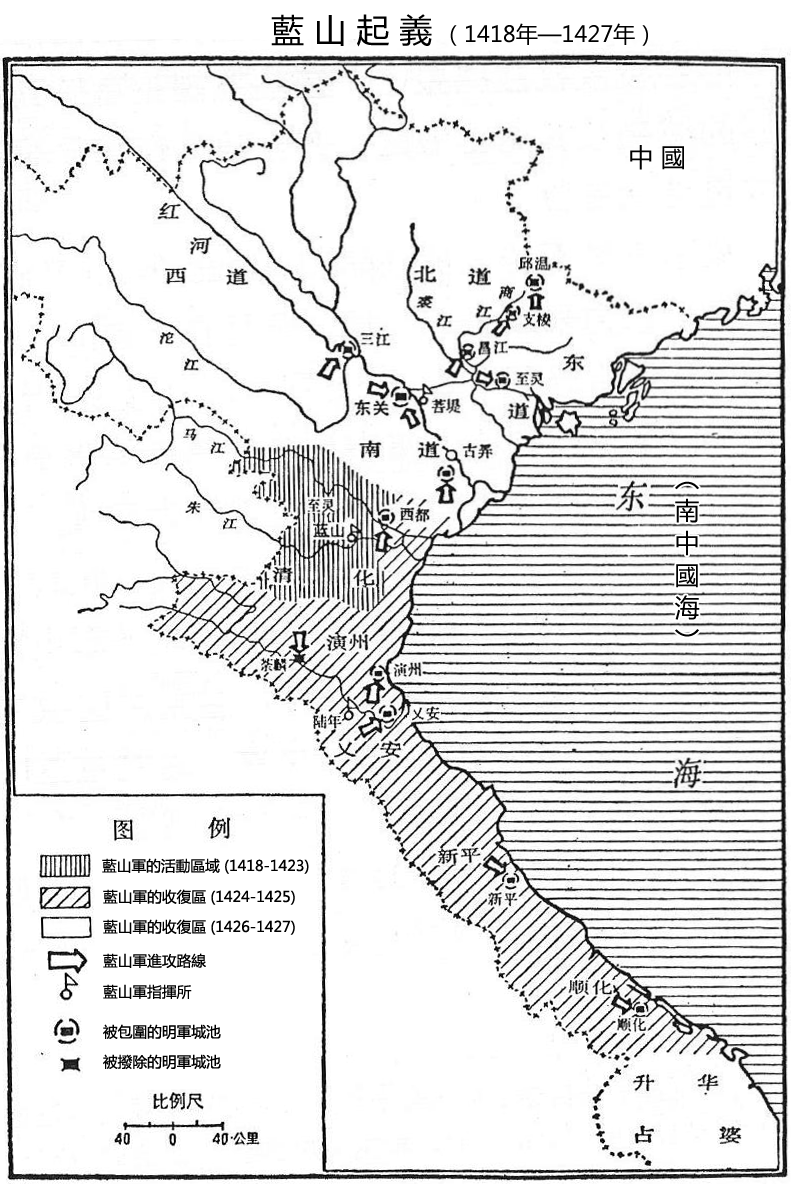

永樂十六年 (1418年) 農曆正月，清化梁江藍山鄉的豪族黎利發動起義，自稱「平定王」，盤踞該地與明軍對抗。明軍征討數年，還未能將之消滅，便嘗試採取利誘策略。據《大越史記全書·本紀實錄·黎紀·太祖高皇帝》的記載，1423年農曆四月，明將陳智、山壽等給黎利軍送來大批牛、馬、魚、鹽，及穀物農器，目的在於招誘黎利。黎利亦派人贈送金銀回禮，並暗中作出防範。明軍了解到黎利不願妥協，便扣留黎軍來使，此舉反令黎利更堅定信念，「帝（黎利）怒，遂絕之，將士發憤，皆誓死戰」。
永樂二十二年 (1424年)，黎利聽從少尉黎隻的建議，制定了「先取茶隆（在今越南乂安省），略定乂安，以為立脚之地，資其財力，然後返斾東都」的方略，在越中地區日漸坐大，包圍西都，進佔順化、新平等地，明廷也不得不多派兵員赴越增援。宣德元年 (1426年) ，黎利軍進迫河內，明征夷將軍王通會合十萬大軍迎敵。農曆十月，在崒洞之役（又作𡨧洞。《明實錄》記載戰事發生於農曆十一月，《大越史記全書》則記載在農曆十月）中，王通擬定設置伏兵，引誘黎利軍隊，但因軍中的偵察人員被黎軍所擒獲，因而早有準備。黎利軍便故意引誘明軍，時值大雨滂沱，道路難行，明軍遭黎利軍四面夾擊而大敗。據《大越史記全書》所說，此役中明軍陣亡者有五萬餘人，被俘者萬餘人。
明朝征夷將軍王通在崒洞之役大敗後，便爭取機會重整軍力，又佯作與黎利議和。黎利明白這一點，便繼續進兵，攻取東都（河內）附近城池。到宣德二年 (1427年) 正月務求把一部份明軍部隊圍困在內，使之孤立無援。明廷派柳升（越南典籍作「柳昇」）再加兵十萬前來增援。柳升抵達邊境時，黎利曾要求「罷兵息民，立陳氏之後主其地」，唯柳升沒有即時處理，只把信函原封不啟，送交明廷，自己則領兵再戰。黎利軍則採取誘敵深入的方法，在支棱之役中擊殺柳升（時在宣德二年 (1427年) 農曆九月二十日，西曆10月10日），明軍又遭黎利軍從各路進攻，陷於總潰敗的狀態。
明朝征夷將軍王通見援兵戰敗，知道大勢已去，便與黎利議和，並向明廷通知實況。明宣宗皇帝亦考慮到「數年以來，一方不靖，屢勤王師」， 便允許撤兵。黎利得勝後，就發佈阮廌所起草的《平吳大誥》，稱他自己的抗明鬥爭是「仁義之舉，要在安民，吊伐之師，莫先去暴」；提出中越兩國是「山川之封域既殊，南北之風俗亦異」，因而有必要脫離明朝統治，自行建國，於是建立後黎朝。
其後，宣德六年農曆正月五日（西曆1431年2月12日），黎利接受明朝冊封，安南從此朝貢不絕。
| 《平吳大誥》 · 《平吳大誥》 · 《平吳大誥》 · 《平吳大誥》 |
| 阮廌《平吳大誥》                                          |

## 文化交流

### 書籍文獻的流傳
越南在屬明期間，中越兩地的書籍，因明政府的政策關係而有所流通。明廷下令將《四書五經》、《性理大全》等中國思想文化要籍頒行交址各地，以供人民學習。 另外，明朝政府又曾將一批越南書籍文獻帶到中國。這批文獻的情況見如下表：
| 作者         | 著作 |
| 李太宗       | 《刑書》三卷 |
| 陳太宗       | 《國朝通禮》十卷 《刑律》一卷 《建中常禮》十卷（※范宏科指出，《建中常禮》實際應為一卷。） 《課虛集》一卷 《御詩》一卷 |
| 陳聖宗       | 《貽後錄》二卷 《箕裘錄》一卷 《詩集》一卷                                                                            |
| 陳裕宗       | 《陳朝大典》二卷 |
| 陳仁宗       | 《中興實錄》二卷 《詩集》一卷                                                                                         |
| 陳明宗       | 《詩集》一卷 |
| 陳英宗       | 《水雲隨筆》二卷（※范宏科指出，《水雲隨筆》其實早在陳英宗臨終前已焚毁。）                                             |
| 陳藝宗       | 《葆和殿餘筆》八卷 《詩集》一卷                                                                                       |
| 陳興道       | 《兵書要略》一部 《萬劫秘傳》一部                                                                                     |
| 朱文貞       | 《四書說約》一部 《樵隱詩》一集                                                                                       |
| 威文王陳國遂 | 《岑樓集》一卷 |
| 昭明王陳光啟 | 《樂道集》一卷 |
| 司徒陳元旦   | 《冰壺壑集》一卷 |
| 阮忠彥       | 《介軒詩集》一卷 |
| 范師孟       | 《峽石集》一卷（※范宏科指出，《峽石集》應為《峽山集》。）                                                             |
| 陳元璹       | 《菊堂遺草》二卷 |
| 胡宗鷟       | 《討閒效顰》一卷 《越南世志》一部 《越史綱目》一部                                                                    |
| 黎文休       | 《大越史記》三十卷 |
| 阮飛卿       | 《溪詩集》一卷 |
| 韓詮         | 《披砂集》一卷 |
| 李濟川       | 《越甸幽靈集》一卷 |

※以上各項，參見《欽定越史通鑑綱目》正編卷之十三，、陳仲金《越南史略》第三卷第十三章。，以及明崢著、范宏科译的《越南史略》

### 工、商及技術的交流
明朝統治交趾時，曾吸納當地的技術人員。永樂五年農曆九月癸酉（西曆1407年10月23日），交趾總兵官張輔遣送當地「諸色工匠」七千七百人入明。 在永樂十一年 (1413年) 農曆正月，明政府選取匠人，攜同其家眷送到燕京，負責造船。二月，明政府招攬商客，將粟航運到中國廣東、福建、浙江、四川、雲南等地售賣。
在明廷吸納的技術專才當中，還包括越南胡朝的皇子胡元澄。胡元澄曾替胡朝領兵作戰，在火藥及武器方面有較深的認識。據《明實錄》的記載，胡元澄被俘到明廷後，得到明成祖的赦免，並獲「授以官，督造兵仗局銃箭、火藥」。《明史》亦記載了明廷得到新的火炮技術後加以應用的情況：「至明成祖平交阯，得神機鎗礮法，特置神機營肄習。製用生、熟赤銅相間，其用鐵者，建鐵柔為最，西鐵次之。大小不等，大者發用車，次及小者用架、用樁、用托。大利於守，小利於戰，隨宜而用，為行軍要器。」
胡元澄為明朝政府效力，推動了火器軍事的發展，獲得明人的肯定，甚而尊之為「火器之神」。

## 屬明時期的歷史意義
在越南，古今大都把屬明時期視為一個亂世及亡國階段。如《平吳大誥》便歷數明朝的罪狀是「狂明伺隙，因以毒我民。惡黨懷奸，竟以賣我國。焮蒼生於虐焰，陷赤子於禍坑。欺天罔民，詭計蓋千萬狀。連兵結釁，稔惡殆二十年。敗義傷仁，乾坤幾乎欲息。」後黎朝史家黎嵩說當時是「明人肆虐，生民塗炭，未有甚於此時也。」越共學者亦認為明朝統治時越南「國土遭到蹂躪、社會受到箝制、人民的生活和人格遭受踐踏」，但這段飽遭外侮的歷史，也喚醒了當時的越南人民認識到自身正「面臨著一場十分嚴峻的考驗。這就是祖國的存亡、民族的獨立、人民的生存權利和人的尊嚴」。
中國學者郭振鐸、張笑梅則提到「明朝對安南的佔領是非正義的」，但同時亦指出，「明朝在安南二十餘年裡，推行中國的封建中央集權政治制度、封建經濟模式以及科技文化等，均對安南封建社會的發展起重大作用，這是無法否認的客觀事實。」
對於明王朝而言，佔領安南時適值是鄭和下西洋的年代，《明史》就提到佔領安南有助於招倈諸國：「是時，交阯已破滅，郡縣其地，諸邦益震讋，來者日多。」 不過，明王朝亦為佔領安南付出了一定的代價，學者陳學霖便提到明成祖罔顧明太祖把安南列為不征之國，將之佔領後所帶來的問題：「永樂帝不顧這種祖訓，錯誤地認為安南的內部事件威脅著明帝國的安全，於是他想把安南併入帝國的版圖。這一決定造成了明代初年政治上和軍事上最大的災禍。」

## 相關文藝作品

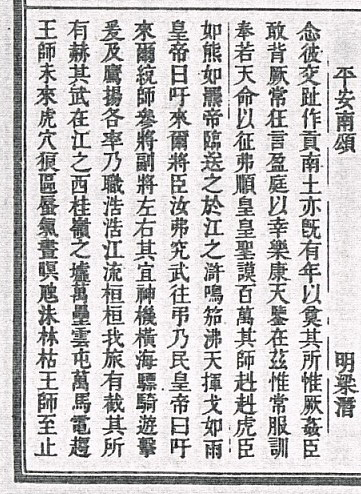
梁潛《平安南頌》

在中越兩國，有若干以安南屬明時期這段歷史為素材的文藝創作如下。
- 《皇越春秋》：為越南的歷史演義小說，分成初、中、下三集，每集二十回，共六十回，作者姓氏年代無考，內容講述1400年胡氏篡陳至1428年黎利復國稱帝期間越南人民與明朝抗爭的故事。[98]
- 《後陳逸史》：越南歷史小說，二十世紀初潘佩珠所著，全書二十二節，內容講述後陳朝勢力對抗明朝的故事，當中大部份人物是虛構，作者要通過他們來號召越南國民抗法救國。[99]
- 明朝群臣《平安南頌》：明成祖出兵佔領安南後，朝中官員都各自撰文，以歌頌明成祖對安南用兵及實施直轄統治的事跡，例如姚廣孝[100]、夏原吉[101]、楊榮[102]、梁潛[103] 等也有撰文。
- 《明史演義》，中國歷史小說，蔡東藩所著，全書一百回，其中的第二十八回《下南交殺敵擒渠》、第三十一回《二豎監軍黎利煽亂》及第三十二回《棄交趾甘隳前功》，便是以明朝佔領及管治越南的歷史作為素材。[104]

### 引用
1. ↑  朱元璋《皇明祖訓》，收錄於《四庫全書存目叢書·史部》264冊，齊魯書社，第167–168頁。
2. 1 2 3 4 5 6 7 8 9 10 11  .   [2012-03-06]. （原始内容存档于2018-06-15）.
3. ↑  《明實錄·太宗實錄》卷十九，永樂元年夏四月丁未朔條，茲參考李國祥主編《明實錄類纂·涉外史料卷》，武漢出版社版，574頁。
4. ↑  《明實錄·太宗實錄》卷二十五，永樂元年十一月戊午條，茲參考 李國祥 主編《明實錄類纂·涉外史料卷》，武漢出版社版，第575頁。
5. ↑  陳仲金《越南史略》第三卷第十一章，北京商務印書館中譯本，134頁；潘清簡等《欽定越史通鑑綱目》正編卷之十二，胡漢蒼開大元年，「明使來」條。
6. ↑  《明實錄·太宗實錄》卷三十三，永樂二年八月乙亥條，茲參考李國祥主編《明實錄類纂·涉外史料卷》，武漢出版社版，577–578頁。
7. ↑  吳士連 等《大越史記全書·本紀全書·陳紀附胡漢蒼》，東京大學東洋文化硏究所校合本，488頁。
8. ↑  《明實錄·太宗實錄》卷三十三，永樂二年八月丁酉條，茲參考李國祥主編《明實錄類纂·涉外史料卷》，武漢出版社版，578-579頁。
9. ↑  嚴從簡《殊域周咨錄·安南》，北京中華書局點校本，176頁。
10. ↑  《明實錄·太宗實錄》卷四十三，永樂三年六月己丑條，茲參考李國祥主編《明實錄類纂·涉外史料卷》，武漢出版社版，580頁。
11. ↑  吳士連 等《大越史記全書·本紀全書·陳紀附胡漢蒼》，東京大學東洋文化硏究所校合本，485頁；《明實錄·太宗實錄》卷三十，永樂二年四月癸酉條，以及《明實錄·太宗實錄》卷三十九，永樂三年二月壬申條；茲同參考李國祥主編《明實錄類纂·涉外史料卷》，武漢出版社版，576及580頁；潘清簡等《欽定越史通鑑綱目》正編卷之十二，胡漢蒼開大三年二月，「漢蒼遣黃晦卿割地于明」條；陳仲金《越南史略》第三卷第十一章，北京商務印書館中譯本，134頁。
12. ↑  陳仲金《越南史略》第三卷第十一章，北京商務印書館中譯本，134頁。
13. ↑  《明實錄·太宗實錄》卷三十三，永樂二年八月庚午條，茲參考李國祥主編《明實錄類纂·涉外史料卷》，武漢出版社版，577頁。
14. ↑  《明實錄·太宗實錄》卷四十八，永樂三年十一月丙申條，茲參考李國祥主編《明實錄類纂·涉外史料卷》，武漢出版社版，581頁。
15. ↑  《明實錄·太宗實錄》卷四十九，永樂三年十二月庚辰條，茲參考李國祥主編《明實錄類纂·涉外史料卷》，武漢出版社版，581頁。
16. ↑  吳士連等《大越史記全書·本紀全書·陳紀附胡漢蒼》，東京大學東洋文化硏究所校合本，485-487頁；潘清簡等《欽定越史通鑑綱目》正編卷之十二，胡漢蒼開大三年九月，「漢蒼復定軍制」、「築多邦城」、「會內外文武官議戰和之策」條；陳仲金《越南史略》第三卷第十一章，北京商務印書館中譯本，134-135頁。
17. ↑  《明實錄·太宗實錄》卷五十二，永樂四年三月丙午條，以及《明實錄·太宗實錄》卷五十三，永樂四年四月辛未條，茲同參考李國祥主編《明實錄類纂·涉外史料卷》，武漢出版社版，582頁；吳士連等《大越史記全書·本紀全書·陳紀附胡漢蒼》，東京大學東洋文化硏究所校合本，487-488頁；潘清簡等《欽定越史通鑑綱目》正編卷之十二，胡漢蒼開大四年四月條；陳仲金《越南史略》第三卷第十一章，北京商務印書館中譯本，135頁。
18. ↑  《明實錄·太宗實錄》卷五十六，永樂四年七月辛卯條，茲參考李國祥主編《明實錄類纂·涉外史料卷》，武漢出版社版，583-584頁。
19. ↑  《越南通史》第四編第十一章第二節，中國人民大學出版社版，394頁。
20. ↑  《明實錄·太宗實錄》卷六十，永樂四年十月乙未條，茲參考李國祥主編《明實錄類纂·涉外史料卷》，武漢出版社版，588-590頁。
21. ↑  《明實錄·太宗實錄》卷六十二，永樂四年十二月丙申條，以及《明實錄·太宗實錄》卷六十二，永樂四年四月丁酉條，茲同參考李國祥主編《明實錄類纂·涉外史料卷》，武漢出版社版，592-593頁；吳士連等《大越史記全書·本紀全書·陳紀附胡漢蒼》，東京大學東洋文化硏究所校合本，489-490頁；潘清簡等《欽定越史通鑑綱目》正編卷之十二，胡漢蒼開大四年九月至十二月條；陳仲金《越南史略》第三卷第十一章，北京商務印書館中譯本，135-136頁。
22. ↑  吳士連等《大越史記全書·本紀全書·後陳紀·簡定帝》，東京大學東洋文化硏究所校合本，493-495頁；潘清簡等《欽定越史通鑑綱目》正編卷之十二，陳帝頠興慶元年二月至六月條；陳仲金《越南史略》第三卷第十一章，北京商務印書館中譯本，136-137頁。
23. ↑  《明實錄·太宗實錄》卷八十，永樂六年六月己丑條，茲參考李國祥主編《明實錄類纂·涉外史料卷》，武漢出版社版，613–614頁。
24. ↑  .   [2015-08-18]. （原始内容存档于2021-03-11）.
25. ↑  喬治·馬司培羅《占婆史》，臺灣商務印書館中譯本，103–104頁。
26. ↑  《明實錄·太宗實錄》卷六十八，永樂五年六月癸未條，茲參考李國祥主編《明實錄類纂·涉外史料卷》，武漢出版社版，597-602頁。
27. ↑  《明實錄·太宗實錄》卷六十八，永樂五年六月癸未條，茲參考李國祥主編《明實錄類纂·涉外史料卷》，武漢出版社版，598頁。
28. ↑  郭振鐸、張笑梅《越南通史》第四編第十一章第二節，中國人民大學出版社版，398頁。
29. ↑  潘清簡等《欽定越史通鑑綱目》正編卷之十三，黎平定王二「明給州縣戶帖」條；陳仲金《越南史略》第三卷第十三章，北京商務印書館中譯本，146-147頁。
30. ↑  吳士連等《大越史記全書·本紀全書·屬明紀》，東京大學東洋文化硏究所校合本，508-509頁；潘清簡等《欽定越史通鑑綱目》正編卷之十二，屬明永樂十三年八月條；陳仲金《越南史略》第三卷第十三章，北京商務印書館中譯本，147頁。
31. ↑  《越南歷史貨幣》，中國金融出版社，27頁。
32. ↑  陳仲金《越南史略》第三卷第十三章，145頁。
33. ↑  《明實錄·太宗實錄》卷六十八，永樂五年六月癸卯條，茲參考李國祥主編《明實錄類纂·涉外史料卷》，武漢出版社版，603頁。
34. ↑  吳士連等《大越史記全書·本紀全書·屬明紀》，東京大學東洋文化硏究所校合本，511頁；潘清簡等《欽定越史通鑑綱目》正編卷之十二，屬明永樂十五年「明定歲貢生員例」條；陳仲金《越南史略》第三卷第十三章，北京商務印書館中譯本，146頁。
35. ↑  陳仲金《越南史略》第三卷第十三章，北京商務印書館中譯本，144頁。
36. ↑  吳士連等《大越史記全書·本紀全書·屬明紀》，東京大學東洋文化硏究所校合本，509頁；潘清簡等《欽定越史通鑑綱目》正編卷之十二，屬明永樂十二年九月條；陳仲金《越南史略》第三卷第十三章，北京商務印書館中譯本，145-146頁。
37. ↑  吳士連等《大越史記全書·本紀全書·屬明紀》，東京大學東洋文化硏究所校合本，509頁；潘清簡等《欽定越史通鑑綱目》正編卷之十二，屬明永樂十二年十月條；陳仲金《越南史略》第三卷第十三章，北京商務印書館中譯本，145頁。
38. ↑  《明實錄·太宗實錄》卷六十八，永樂五年六月癸未條，茲參考李國祥主編《明實錄類纂·涉外史料卷》，武漢出版社版，598頁；郭振鐸、張笑梅《越南通史》第四編第十一章，中國人民大學出版社版，400頁。
39. ↑  吳士連等《大越史記全書·本紀全書·屬明紀》，東京大學東洋文化硏究所校合本，510頁；潘清簡等《欽定越史通鑑綱目》正編卷之十二，屬明永樂十三年十月條；陳仲金《越南史略》第三卷第十三章，北京商務印書館中譯本，146頁。
40. ↑  吳士連等《大越史記全書·本紀全書·屬明紀》，東京大學東洋文化硏究所校合本，510頁；潘清簡等《欽定越史通鑑綱目》正編卷之十二，屬明永樂十四年二月條；陳仲金《越南史略》第三卷第十三章，北京商務印書館中譯本，146頁。
41. ↑  吳士連等《大越史記全書·本紀全書·後陳紀·簡定帝》，東京大學東洋文化硏究所校合本，496頁。
42. ↑  《明實錄》諸帝實錄，茲參考李國祥主編《明實錄類纂·涉外史料卷》，武漢出版社版；張廷玉《明史》卷一百五十四，北京中華書局校注本。
43. ↑  陳仲金《越南史略》第三卷第十二章，北京商務印書館中譯本，139-140頁。
44. ↑  張廷玉等《明史·張輔列傳》，北京中華書局校注本，4222頁。
45. ↑  張廷玉等《明史·陳洽列傳》，北京中華書局校注本，4230頁。
46. ↑  張廷玉等《明史·外國列傳·安南》，北京中華書局校注本，8320頁；郭振鐸、張笑梅《越南通史》第五編第十二章第一節，中國人民大學出版社版，415頁。
47. ↑  吳士連等《大越史記全書·本紀實錄·黎紀·太祖高皇帝》，東京大學東洋文化硏究所校合本，565頁。
48. ↑  李文鳳《越桥书》，頁695-696。
49. ↑  《大越史記全書》（卷之九）
50. ↑  《大越史記全書》（卷之八）
51. ↑  李文鳳《越桥书》，頁696-697。
52. ↑  《大越史記全書》（卷之九）：帝幸化州，命臺官阮表充求封使，賫方物至乂安，張輔留之，表怒罵輔曰：「內圖改取之計，外揚仁義之師，既許立陳氏子孫，又設置郡縣，不惟掠取貨寶，抑且残害生民，真虐賊也。」輔大怒殺之。
53. ↑  吳士連等《大越史記全書·本紀全書·後陳紀·簡定帝》，東京大學東洋文化硏究所校合本，493及497頁。
54. ↑  吳士連等《大越史記全書·本紀全書·後陳紀·重光帝》，東京大學東洋文化硏究所校合本，502頁。
55. ↑  越南社會科學委員會《越南歷史》第二部份第六章，北京人民出版社中譯本，269頁。
56. ↑  吳士連等《大越史記全書·本紀實錄·黎紀·太祖高皇帝》，東京大學東洋文化硏究所校合本，546頁。
57. ↑  《明實錄·太宗實錄》卷八十二，永樂六年八月乙酉條，茲參考李國祥主編《明實錄類纂·涉外史料卷》，武漢出版社版，619頁。
58. ↑  吳士連等《大越史記全書·本紀全書·後陳紀》及《屬明紀》，東京大學東洋文化硏究所校合本，497-508頁；潘清簡等《欽定越史通鑑綱目》正編卷之十二，陳帝頠興慶元年十月至屬明永樂十二年四月；陳仲金《越南史略》第三卷第十二章，北京商務印書館中譯本，140-142頁。
59. 1 2 3 4 5 6  吳士連等《大越史記全書·本紀全書·後陳紀》，東京大學東洋文化硏究所校合本，502頁；潘清簡等《欽定越史通鑑綱目》正編卷之十二，陳帝季擴重光三年五月條。
60. ↑  《明太宗文皇帝實錄》（卷一百二十一）
61. ↑  越南社會科學委員會《越南歷史》第二部份第六章，北京人民出版社中譯本，271頁。
62. ↑  《明實錄‧宣宗實錄》卷十五，宣德元年三月丁酉條，茲參考李國祥《明實錄類纂‧涉外史料卷》，692頁。
63. ↑  《明實錄‧太宗實錄》卷一百六十九，永樂十三年十月乙丑朔條，茲參考李國祥《明實錄類纂‧涉外史料卷》，651頁。
64. ↑  《明實錄‧太宗實錄》卷一百八十九，永樂十五年閏五月丙寅條，茲參考李國祥《明實錄類纂‧涉外史料卷》，657頁。
65. ↑  《明實錄‧太宗實錄》卷一百九十，永樂十五年六月丁酉條，茲參考李國祥《明實錄類纂‧涉外史料卷》，657─658頁。
66. ↑  《明實錄‧太宗實錄》卷一百九十三，永樂十五年十月癸未條，茲參考李國祥《明實錄類纂‧涉外史料卷》，658─659頁。
67. 1 2  吳士連等《大越史記全書·本紀實錄·黎紀·太祖高皇帝》，東京大學東洋文化硏究所校合本，517頁；潘清簡等《欽定越史通鑑綱目》正編卷之十三，黎平定王二年七月條。
68. ↑  《明實錄‧太宗實錄》卷二百一十五，永樂十七年八月癸未，茲參考李國祥《明實錄類纂‧涉外史料卷》，666-667頁。
69. ↑  《明實錄‧太宗實錄》卷二百一十八，永樂十七年十一月丙午，茲參考李國祥《明實錄類纂‧涉外史料卷》，669頁。
70. ↑  《明實錄‧太宗實錄》卷二百一十七，永樂十七年十月壬申條，茲參考李國祥《明實錄類纂‧涉外史料卷》，668頁。
71. ↑  《明實錄‧太宗實錄》卷二百一十八，永樂十七年十一月辛丑條，茲參考李國祥《明實錄類纂‧涉外史料卷》，668頁。
72. ↑  吳士連等《大越史記全書·本紀實錄·黎紀·太祖高皇帝》，東京大學東洋文化硏究所校合本，517頁；潘清簡等《欽定越史通鑑綱目》正編卷之十三，黎平定王二年十一月條。
73. ↑  《明實錄‧太宗實錄》卷二百一十八，永樂十七年十一月戊辰條，茲參考李國祥《明實錄類纂‧涉外史料卷》，669頁。
74. ↑  《明實錄‧太宗實錄》卷二百一十九，永樂十七年十二月戊戌條，茲參考李國祥《明實錄類纂‧涉外史料卷》，671頁。
75. ↑  《明實錄‧太宗實錄》卷二百一十九，永樂十七年十二月戊寅條，茲參考李國祥《明實錄類纂‧涉外史料卷》，670頁。
76. ↑  《明實錄‧太宗實錄》卷二百一十九，永樂十七年十二月乙酉條，茲參考李國祥《明實錄類纂‧涉外史料卷》，670頁；潘清簡等《欽定越史通鑑綱目》正編卷之十三，黎平定王二年十一月條；越南社會科學委員會《越南歷史》第二部份第六章，北京人民出版社中譯本，270頁。
77. ↑  吳士連等《大越史記全書·本紀實錄·黎紀·太祖高皇帝》，東京大學東洋文化硏究所校合本，518頁；潘清簡等《欽定越史通鑑綱目》正編卷之十三，黎平定王二年十一月條；越南社會科學委員會《越南歷史》第二部份第六章，北京人民出版社中譯本，271頁。
78. ↑  吳士連等《大越史記全書·本紀實錄·黎紀·太祖高皇帝》，東京大學東洋文化硏究所校合本，516-521頁；潘清簡等《欽定越史通鑑綱目》正編卷之十三，黎平定王元年正月至六年四月；陳仲金《越南史略》第三卷第十四章，北京商務印書館中譯本，148-151頁。
79. ↑  吳士連等《大越史記全書·本紀實錄·黎紀·太祖高皇帝》，東京大學東洋文化硏究所校合本，522-529頁；《明實錄·宣宗實錄》卷二十二，宣德元年十一月乙未條，茲參考李國祥主編《明實錄類纂·涉外史料卷》，武漢出版社版，701頁；潘清簡等《欽定越史通鑑綱目》正編卷之十三，黎平定王七年九月至九年十月；陳仲金《越南史略》第三卷第十四章，北京商務印書館中譯本，151-155頁。
80. ↑  吳士連等《大越史記全書·本紀實錄·黎紀·太祖高皇帝》，東京大學東洋文化硏究所校合本，529-543頁；《明實錄·宣宗實錄》卷三十一，宣德二年九月乙未條，茲參考李國祥主編《明實錄類纂·涉外史料卷》，武漢出版社版，709頁；潘清簡等《欽定越史通鑑綱目》正編卷之十三，黎平定王九年，至卷之十四，黎平定王十年；陳仲金《越南史略》第三卷第十四章，北京商務印書館中譯本，155-161頁。
81. ↑  《明實錄·宣宗實錄》卷三十二，宣德二年十月癸未條，茲參考李國祥主編《明實錄類纂·涉外史料卷》，武漢出版社版，711頁。
82. ↑  吳士連等《大越史記全書·本紀實錄·黎紀·太祖高皇帝》，東京大學東洋文化硏究所校合本，546-549頁；潘清簡等《欽定越史通鑑綱目》正編卷之十四，黎平定王十年，十二月「明王通自引兵北還」條及「王以天下大定布誥中外」條；陳仲金《越南史略》第三卷第十四章，北京商務印書館中譯本，161-167頁。
83. ↑  吳士連等《大越史記全書·本紀實錄·黎紀·太祖高皇帝》，東京大學東洋文化硏究所校合本，563頁；《明實錄·宣宗實錄》卷三十二，宣德二年十月癸未條，茲參考李國祥主編《明實錄類纂·涉外史料卷》，武漢出版社版，711頁；陳仲金《越南史略》第三卷第十四章，北京商務印書館中譯本，167-168頁。
84. 1 2 3 4  明峥《越南通史》，范宏科译 三联书店 1958年
85. ↑  潘清簡等《欽定越史通鑑綱目》正編卷之十三，黎平定王二年二月條注。
86. ↑  陳仲金《越南史略》第三卷第十三章，北京商務印書館中譯本，145-146頁。
87. ↑  《明實錄·太宗實錄》卷七十一，永樂五年九月癸酉條，茲參考李國祥主編《明實錄類纂·涉外史料卷》，武漢出版社版，607頁。
88. ↑  吳士連等《大越史記全書·本紀全書·後陳紀·重光帝》，東京大學東洋文化硏究所校合本，506頁。
89. ↑  《明實錄‧憲宗實錄》卷六十六，成化五年四月甲子條，茲參考李國祥《明實錄類纂‧人物傳記卷‧黎叔林》，567頁。
90. ↑  張廷玉等《明史·兵志四》，北京中華書局校注本，2264頁。
91. ↑  《東南亞歷史詞典‧「胡元澄」條》，上海辭書出版社版，297頁。
92. ↑  吳士連等《大越史記全書·本紀實錄·黎紀·太祖高皇帝》，東京大學東洋文化硏究所校合本，546-547頁。
93. ↑  黎嵩《越鑑通考總論》（《大越史記全書》卷首），92頁。
94. ↑  越南社會科學委員會《越南歷史》第二部份第六章，北京人民出版社中譯本，268-269頁。
95. ↑  郭振鐸、張笑梅《越南通史》第四編第十一章第二節，中國人民大學出版社版，404頁。
96. ↑  張廷玉《明史》卷三百四《宦官列傳一·鄭和》，北京中華書局校注本，7767頁。
97. ↑  《劍橋中國明代史》第四章《建文、永樂、洪熙和宣德之治，1399─1435年》（作者：華盛頓大學陳學霖），中國社會科學出版社中譯本，254頁。
98. ↑  《皇越春秋》《出版說明》，收錄於《越南漢文小說叢刊》第一輯第三冊《歷史小說類》，臺灣學生書局校點本，第3頁。
99. ↑  潘佩珠《後陳逸史》《出版說明》，收錄於《越南漢文小說叢刊》第二輯第三冊《歷史小說類》，臺灣學生書局校點本，第287-288頁。
100. ↑  陳子龍等輯《皇明經世文編》卷之十三《榮國恭靖公集·平安南頌》，收錄於《四庫禁燬書叢刊》（集部第22冊），北京出版社2000年版，第207-208頁。姚廣孝《平安南頌》原文見此。
101. ↑  陳子龍等輯《皇明經世文編》卷之十四《夏忠靖公集·平安南頌》，收錄於《四庫禁燬書叢刊》（集部第22冊），北京出版社2000年版，第217-218頁。夏原吉《平安南頌》原文見此。
102. ↑  陳子龍等輯《皇明經世文編》卷之十七《楊文敏公文集·平安南頌》，收錄於《四庫禁燬書叢刊》（集部第22冊），北京出版社2000年版，第245-247頁。楊榮《平安南頌》原文見此。
103. ↑  梁潛《泊菴先生文集》卷一《平安南頌》（有序），收錄於《北京圖書館古籍珍本叢刊》（第100冊），北京書目文獻出版社1999年版，第323-325頁。梁潛《平安南頌》原文見此。
104. ↑  蔡東藩《明史演義》第二十八回《下南交殺敵擒渠　出北塞銘功勒石》，160-163頁；第三十一回《二豎監軍黎利煽亂》，178-180頁；及第三十二回《棄交趾甘隳前功　易中宮傾心內嬖》，文化圖書公司出版，185-188頁。